# رمحس
رمحس هو ملك أو لقب ملكي، وهو اسم علم ورد في نصوص خط المسند خلال أربعينيات وخمسينيات القرن السادس الميلادي. يقترح مولر أنه لقب للملك أبرهة، بينما أقترح آخرون أنه اسم الملك النائب عن أكسوم على جنوب الجزيرة العربية، إلى جانب أبرهة. وذهب آخرون إلى أن "رمحس" اسم ملك أكسوم المعاصر لأبرهة، وهو افتراض غير مؤكد..
ورد هذا الاسم أو اللقب في نقشان مع أبرهة، ومرة واحدة منفرداً، النقش الأول في شهر مارس 548م، وجاء فيه: "أبرهة عزلي ملكن أجعزين رمحيس– زبيمن".واختلف الباحثون في تفسير النقش، فقال بعضهم "أبرهة نائب ملك الأجاعز رمحيس – الذي باليمن"، وجعلوا "رحمس" هنا ملك الأجاعز - الأحباش - وأبرهة نائباً له على اليمن.بينما ذهب آخرون إلى أنه مجرد لقب للملك أبرهة، وزبيمن لقب آخر لأبرهة. وذهبت طائفة إلى أن زبيمن أنما هو وصف أبرهة لنفسه أنه نائب على اليمن (الذي على اليمن).مع ذلك، نجد أربعة نقوش لأبرهة بعد هذا التاريخ، لا تذكر "رحمس" معه.
يعود "رمحس" بالظهور مرة أخرى بعد عشر سنوات، وهو آخر نقوش أبرهة المكتشفة، وقد وضع في شهر ذو المهلة سنة 668 حـ في التقويم الحميري الموافق نوفمبر 558م، وجاء فيه الآتي: «أبرهة ملك سبأ وذي ريدان وحضرموت ويمنت وأعرابهم في الطود وتهامة، رمحس علـ-سم الرحمن الملك».هذا النقش ربما يثبت أن رمحيس لقب لأبرهة، ومن الملاحظ أنه ذكر بعد اللقب الطويل. ولكنه يتعارض مع نقش نشر في 2012، وجاء فيه اسم "رمحس" منفرداً،وذكر الباحث خلدون نعمان أن اسم "رمحس" غير موجود في جنوب
جزيرة العرب، ولكنه معروف في نقش أبرهة.حتى الآن لم يحسم العلماء والباحثون هل "رحمس" كان ملك أكسوم في فترة ما، أو أنه اسم لنائب أكسوم المشارك لأبرهة على اليمن، أو لقب للملك أبرهة.